# Gran Santo Domingo
El Gran Santo Domingo es un término utilizado comúnmente para referirse a toda el área que hasta el 2001 constituyó a Santo Domingo, capital de la República Dominicana. Hoy está dividida en dos demarcaciones políticas; una provincia y un Distrito Nacional. 
Abarca tanto la provincia Santo Domingo, junto con el Distrito Nacional (Santo Domingo de Guzmán). Antes de 2001 el Distrito Nacional incluía la provincia de Santo Domingo. Para asuntos administrativos y urbanización de la provincia Santo Domingo, ésta se separó del Distrito Nacional haciendo a este último mucho más pequeño que antes.
- Provincia Santo Domingo
  - Santo Domingo Este
  - Santo Domingo Norte
  - Santo Domingo Oeste
  - Los Alcarrizos
  - Pedro Brand
  - San Antonio de Guerra
  - Boca Chica

- Distrito Nacional
  - Santo Domingo de Guzmán

Santo Domingo de Guzmán, es la capital de la República Dominicana; enclavada como la zona central de la Capital. Desde el 2001, cuando se refiere a la población de la zona urbana de la Capital, hablamos de la población del Distrito Nacional y no la de la provincia de Santo Domingo, pero la zona metropolitana sí incluye estas últimas.